# Quai Jacques-Chirac
Le quai Jacques-Chirac est une voie située dans les 7e et 15e arrondissements de Paris, en France.

## Situation et accès

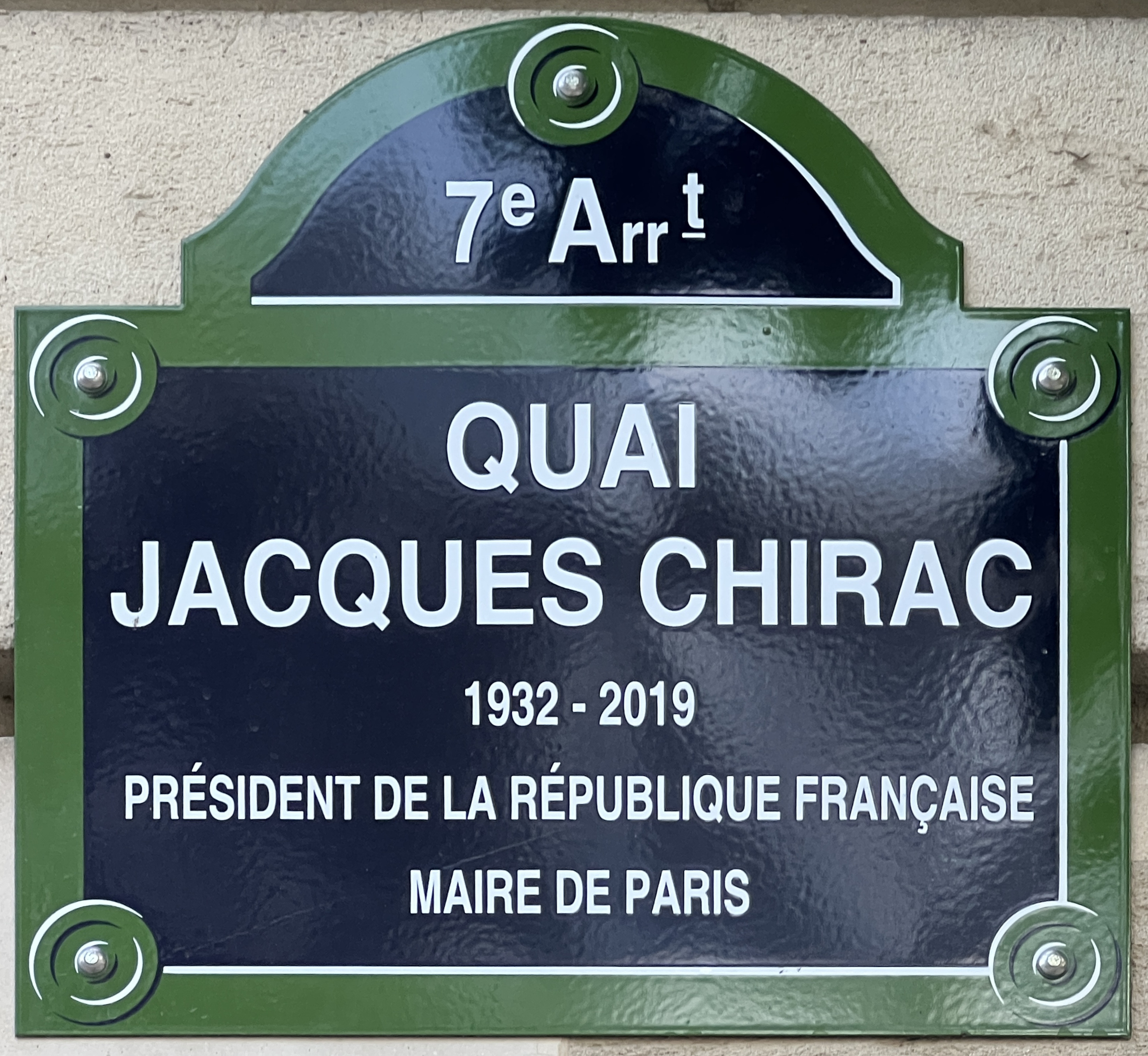
Plaque du quai.

Il débute à l'est dans le prolongement du quai Branly, à hauteur du Musée du quai Branly - Jacques Chirac, de l'esplanade David Ben Gourion  et de la passerelle Debilly, et finit à l'ouest au quai de Grenelle, à hauteur du pont de Bir-Hakeim et de la place des Martyrs-Juifs-du-Vélodrome-d'Hiver.
Côté Seine, il dessert le port de La Bourdonnais et le port de Suffren. Ce quai donne notamment accès à la tour Eiffel, par l'esplanade des Ouvriers-de-la-Tour-Eiffel.

## Origine du nom

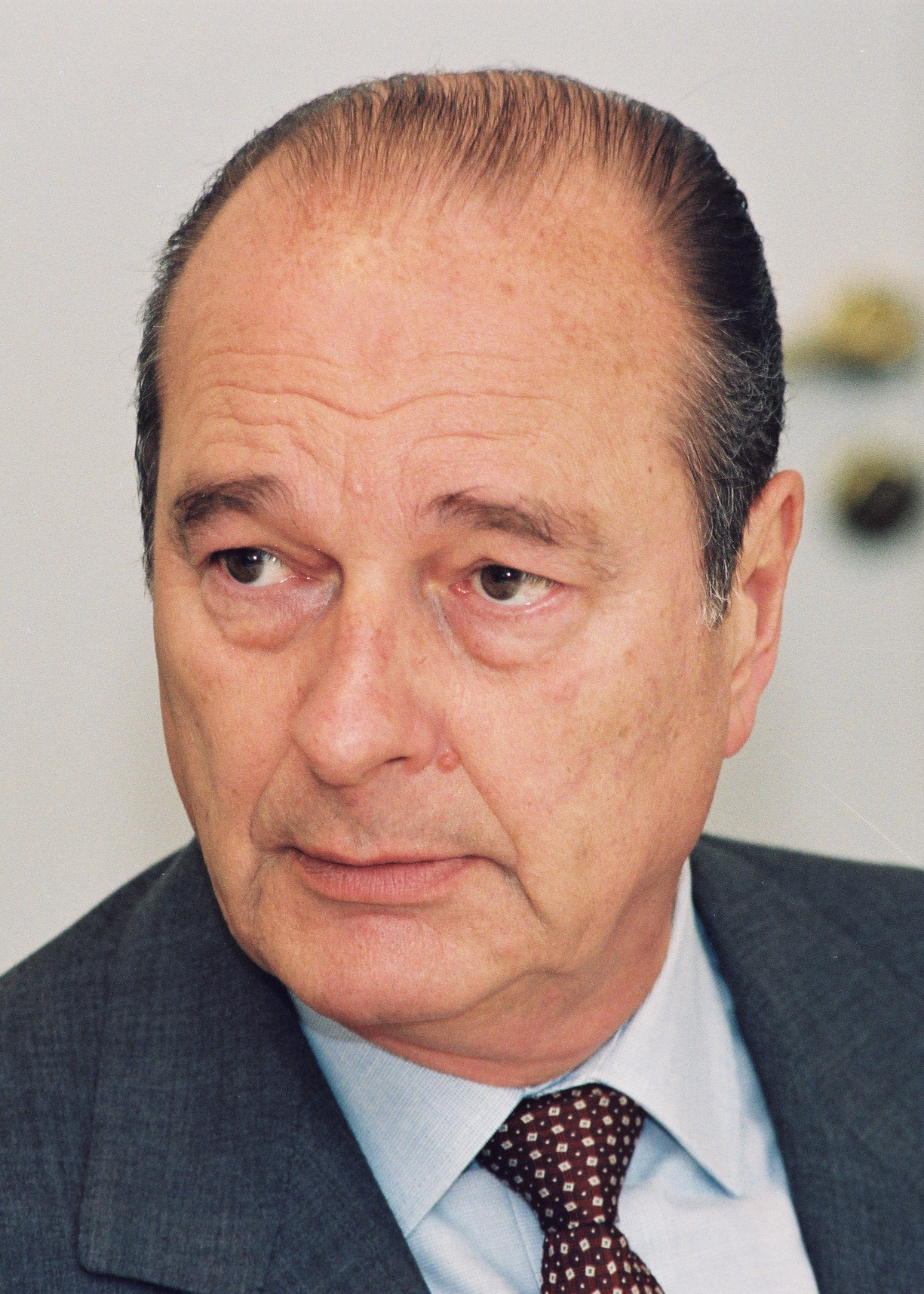
Jacques Chirac, en 1997.

Ce quai a été baptisé en hommage à Jacques Chirac (1932-2019), maire de Paris de 1977 à 1995 et président de la République française de 1995 à 2007.

## Historique
Le 14 avril 2021, le Conseil de Paris vote la modification de la dénomination d'une grande partie du quai Branly. Un arrêté municipal du 21 avril 2021 le crée officiellement. Il est inauguré le lundi 29 novembre 2021 par la maire de Paris Anne Hidalgo, en présence de diverses personnalités,.
Il reprend la portion du quai Branly située devant le musée du Quai Branly jusqu'à la place des Martyrs-Juifs-du-Vélodrome-d'Hiver. Jacques Chirac est à l'origine de ce musée et reconnut en 1995 dans un discours la responsabilité de la France dans la déportation vers l'Allemagne des Juifs de France au cours de l'occupation du pays par les nazis. Par ailleurs, le quai passe devant la Maison de la culture du Japon à Paris, pays avec lequel l'ancien chef de l'État avait tissé des liens étroits. Enfin, il est proche de la promenade d'Australie, où se trouve le monument dédié à la mémoire du Général Diego Brosset, qui, lors du Débarquement de Provence, avait séjourné au Rayol, chez les parents de Jacques Chirac.
Le jardin mémorial des enfants du Vél' d'Hiv', mémorial créé à l'initiative de Serge Klarsfeld et dédié aux enfants emportés par la rafle du Vélodrome d'Hiver des 16 et 17 juillet 1942 et assassinés dans les camps de la mort, se situe à proximité, au sud du quai au 7, rue Nélaton. 
En vue des Jeux olympiques d'été de 2024, la majorité de la maire PS Anne Hidalgo présente en décembre 2021 un projet d'« amphithéâtre végétal » pour la place du Trocadéro, dans le cadre d'un réaménagement du quartier allant jusqu'à la tour Eiffel et proposant la piétonnisation du pont d'Iéna et la transformation du croisement avec le quai Jacques-Chirac en promenade plantée. Malgré l'opposition des participants à une consultation publique et celle d'élus LR, LREM et LFI, le Conseil de Paris adopte le projet en février 2022.
Le 2 décembre 2023, un touriste germano-philippin est mortellement poignardé à l'angle du quai Jacques-Chirac et du pont de Bir-Hakeim par un terroriste franco-iranien se réclamant de l'« État islamique »,.

## Bâtiments remarquables et lieux de mémoire
- Mémorial national de la guerre d'Algérie et des combats du Maroc et de la Tunisie
- Nos 67 bis-71 : ensemble d'immeubles de style Art déco appelé « îlot Chirac » ou, antérieurement, « îlot Branly », construit au début du XXe siècle et propriété depuis lors de la famille des descendants de Christophe-Philippe Oberkampf, couvrant une surface de plus de 10 000 m2 et comptant une soixantaine d’appartements. L’ensemble est vendu en 2024 à un investisseur français, auquel est associé l'homme d'affaires Thomas Fabius[9], pour un montant de 170 millions d’euros[10].
- No 101 : siège de l'office de tourisme de Paris depuis 2024[11].